# Sidi Boulaalam
Sidi Boulaalam  (in arabo سيدي بولعلام‎?) è un centro abitato e comune rurale del Marocco situato nella provincia di Essaouira, regione di Marrakech-Safi. Conta una popolazione di 8 142 abitanti (censimento 2014).